# Condat-sur-Vienne
Condat-sur-Vienne település Franciaországban, Haute-Vienne megyében. Lakosainak száma 5208 fő (2022. január 1.). Condat-sur-Vienne Isle, Bosmie-l’Aiguille, Jourgnac, Limoges és Solignac községekkel határos.

## Népesség
A település népességének változása:
| Lakosok száma | 4879 | 5088 | 5208 | 5150 | 5139 | 5128 | 5117 | 5158 | 5208 |
|               | 2013 | 2015 | 2016 | 2017 | 2018 | 2019 | 2020 | 2021 | 2022 |